# Arthrosphaera marmorata
Arthrosphaera marmorata är en mångfotingart som först beskrevs av Butler 1882.  Arthrosphaera marmorata ingår i släktet Arthrosphaera och familjen Sphaerotheriidae. Inga underarter finns listade i Catalogue of Life.